# Довнар, Геннадий Станиславович
Довнар Геннадий Станиславович (8 июля 1925, Белоруссия —
18 декабря 2009, Луганск)— советский и украинский писатель

 и публицист, журналист.

## Биография
Родился 8 июля 1925 года в Беларуси. Окончил филологический факультет Одесского государственного университета. Участник Второй мировой войны. С 1950 по 1954 год работал учителем украинского языка и литературы в средней школе № 16 города Луганска. Затем перешёл на журналистскую работу и с 1958 по 1983 год был главным редактором Луганского областного телевидения. Член НСП Украины с 1964 года. С 1983 по 1988 годы — ответственный секретарь Луганской организации СПУ. Писал на русском и украинском языках. Автор повестей «Когда сердца зажечь» (1952), «В шахтерскую семью» (1958), «Друзья рядом» (1961), «Возвращение» (1976); романов «Человек, воскресла» (1966), «Головченко» (1975, 1985), «Дорога без конца» (1980, 1985), «Делись огнём» (1985); документальных повестей «На быстрине» (1968), «Иван-Девясил»(1975), «Луганчане» (1994), «Христофор воскрес» (1997), «Горячий экран» (1997), а также дневников «Моя желанная неволя». «Зов разума» (2000) и других произведений.
Умер в 2009 году в Луганске.

## Награды
- Орден Отечественной войны 1-й ст.
- Орден Славы 3-й ст.
- Орден «За мужество».
- Медаль и Почетная Грамота Президиума Верховного Совета УССР.
- Почетный гражданин Луганска.

## Творчество
- Довнар Г. С . У шахтарську сім’ю . — К.:Держ. вид-во худож. літ., 1958 . — 93 с.
- Довнар Г. С. Друзі поруч. — :Луг. обл. вид-во, 1960 . — 174 с.
- Довнар Г. С. Людина, яка воскресла . — К.:Радянський письменник, 1966 . — 240 с.
- Довнар Г. С. На бистрині. — Донецк: Донбас, 1968 . — 87 с. Довнар, Г. Большая судьба : Очерки из истории Ворошиловградского завода угольного машиностроения А. Я. Пархоменко . — Донецк: Донбасс, 1972 . — 163 с.
- Довнар Г. С. Дорога без кінця . — К.:Радянський письменник, 1980 . — 272 с.
- Довнар Г. С. Мины падают в цель . — Донецк: Донбас, 1981 . — 160 с.
- Довнар Г. С. Знак человечности . — Донецк: Донбас, 1990 . — 175 с.
- Довнар Г. С. Гарячий екран . — Луганск: Світлиця, 1997 . — 240 с.
- Довнар Г. С. Христофор воскрес . — Луганск: Світлиця, 1997 . — 248 с.
- Довнар, Г. С. Отцы и правнуки Луганска : история города в лицах Луганск: Світлиця, 2000 . — 264 с.
- Довнар Г. Зов разума . — Луганск: Світлиця, 2000 . — 164 с.
- Довнар Г. С. Я — Земля! . — Луганск, 2001 . — 156 с.
- Довнар Г. С. Делись огнём . — Луганск: Янтарь, 2005 . — 302 с.
- Довнар, Г. С. Я — гражданин . — Луганск: Світлиця, 2006 . — 116 с.